# Cheilotrichia vagans
Cheilotrichia vagans là một loài ruồi trong họ Limoniidae. Chúng phân bố ở miền Cổ bắc.